# Strumienica płaskoogonowa
Strumienica płaskoogonowa (Typhlonectes compressicauda) – gatunek płaza beznogiego z rodziny Typhlonectidae dorastający do 52,3 cm długości. Występuje w krajach Niziny Amazonki, gdzie zasiedla podwodne nory wykopane w mulistych brzegów dopływów rzek. Rozmnaża się od grudnia do sierpnia, zapłodnienie jest wewnętrzne, a samica po 6 miesiącach ciąży rodzi 2–4 larwy. T. compressicauda żywi się głównie bezkręgowcami, a także martwymi kręgowcami oraz kijankami. Gatunek najmniejszej troski (LC) w związku z m.in. szerokim zasięgiem występowania oraz dużymi rozmiarami populacji.

## Wygląd
Dorasta do 52,3 cm długości. Tylna część ciała spłaszczona z bocznie spłaszczoną niską płetwą ogonową. Występuje 81–86 pierścieni podstawowych. Obecne są również łuski skórne. Głowa stosunkowo gruba i szeroka. Występują cztery rzędy zakrzywionych zębów z rozszerzonymi koronami. Czułka zlokalizowane są bezpośrednio za otworami nosowymi. Oczy przykryte są cienką warstwą skóry u młodych osobników, a warstwą grubą u osobników dorosłych. Na głowie występują organy ampułkowe (największe zagęszczenie na pysku) używane do elektrorecepcji. Ciało ma barwę od ciemnoszarej do ciemnobrązowej, brzuch nieco jaśniejszy.

## Zasięg występowania i siedlisko
Występuje na Nizinie Amazonki – w Kolumbii, Wenezueli, Peru, Brazylii, Gujanie i Gujanie Francuskiej na wysokościach bezwzględnych 0–200 m n.p.m. Gatunek wodny zasiedlający podwodne nory w mulistych brzegach dopływów rzek. T. compressicauda jest w stanie wytrzymać zanurzona pod wodą przez okres do 100 minut przy temperaturze 24 °C.

## Rozmnażanie
Okres godowy przypada na porę deszczową od grudnia/stycznia do lipca/sierpnia. Samce osiągają dojrzałość w płciową w wieku 3 lat i do rozrodu przystępują raz na rok, samice natomiast rozmnażają się dwa razy w roku. Zapłodnienie jest wewnętrzne. Strumienica płaskoogonowa jest gatunkiem żyworodnym – ciąża trwa około 6 miesięcy, po których samica rodzi 2–4 larwy. Podczas ciąży zarodki początkowo spożywają pokarm zawarty w żółtku. Po jego wyczerpaniu płody odżywiają się fragmentami nabłonka jajowodu, niezapłodnionymi oocytami, a także martwymi zarodkami. Larwy rodzą się na początku pory suchej, kiedy poziom wód jest cały czas wysoki.

## Dieta
Gatunek ten aktywnie żeruje nocą w płytkich wodach – zarówno na dnie jak i przy powierzchni wody. Młode osobniki żywią się skąposzczetami, wodnymi owadami oraz ich larwami, a także owadami naziemnymi, kijankami i jajami żab. W skład diety dorosłych osobników wchodzą martwe ryby, wodne stawonogi, takie jak krewetki, poczwarki chrząszczy oraz kawałki wodnej roślinności. Organy ampułkowe znajdujące się na głowie wykrywają zmiany pola elektrycznego, pomagając tym samym w wykryciu ofiar oraz w ucieczce przed drapieżnikami.

## Status
Gatunek najmniejszej troski (LC) w związku z m.in. szerokim zasięgiem występowania, dużymi domniemywanymi rozmiarami populacji.